# ميخائيل سوليفان (سياسي)
ميخائيل سوليفان (بالإنجليزية: Michael Sullivan)‏ هو محامي وسياسي أمريكي، ولد في 3 أكتوبر 1954. حزبياً، نشط في الحزب الجمهوري. وقد انتخب عضو مجلس نواب ماساتشوستس.